# Crinum thaianum
Crinum thaianum là một loài thực vật có hoa trong họ Amaryllidaceae. Loài này được J.Schulze mô tả khoa học đầu tiên năm 1971.